# 1371
Пізнє Середньовіччя •  Відродження •  Реконкіста •  Ганза •  Авіньйонський полон пап •  Монгольська імперія •  Столітня війна

## Геополітична ситуація
Імператором Візантії є Іоанн V Палеолог (до 1376), державу османських турків очолює султан Мурад I (до 1389). Карл IV Люксембург має титул імператора Священної Римської імперії (до 1378). Королем Франції є Карл V Мудрий (до 1380).
Апеннінський півострів розділений: північ належить Священній Римській імперії, середню частину займає Папська область, південь належить Неаполітанському королівству. Деякі міста півночі: Венеція, Піза, Генуя тощо, мають статус міст-республік. Триває боротьба гвельфів та гібелінів.
Майже весь Піренейський півострів займають християнські Кастилія і Леон, де править Енріке II (до 1379), Арагонське королівство та Португалія під правлінням Фернанду I (до 1383). Під владою маврів залишилися тільки землі на самому півдні. Едуард III королює в Англії (до 1377), Королем Швеції є Альбрехт Мекленбурзький (до 1389). У Польщі та Угорщині королює Людвік I Великий (до 1382). У Литві княжить Ольгерд (до 1377).
Руські землі перебувають під владою Золотої Орди. Триває війна за галицько-волинську спадщину між Польщею та Литвою. Польський король Казимир III захопив Галичину та Волинь.
У Києві княжить Володимир Ольгердович (до 1394). Ярлик на володимирське князівство має тверський князь Михайло Олександрович Тверський.
Монгольська імперія займає більшу частину Азії, але вона розділена на окремі улуси. На заході євразійських степів править Золота Орда, що переживає період Великої Зам'ятні. У Семиріччі владу утримує емір Тамерлан. Іран роздроблений, окремі області в ньому контролюють родини як монгольського, так і перського походження. У Китаї почалося правління династії Мін.
У Єгипті владу утримують мамлюки. Мариніди правлять у Магрибі. Делійський султанат є наймогутнішою державою Індії. В Японії триває період Муроматі.
Цивілізація мая переживає посткласичний період. Почали зароджуватися цивілізація ацтеків та інків.

## Події
- Відновлено Галицьку Православну Митрополію. Митрополитом призначено Антонія.
- Почалося спорудження фортеці в Кафі.
- Ярлик на Володимирське князівство отримав в Орді Михайло Олександрович Тверський.
- Після смерті Івана Александра, Болгарію розділили між собою Іван Срацимір та Іван Шишман, ворожі один до одного.
- 22 лютого Роберт Стюарт, племінник шотландського короля Давида II, останнього представника королівського роду Брюсів, зійшов на шотландський престол під іменем Роберт II, поклавши початок династії Стюартів, що згодом правила як Шотландією, так і Англією.
- Едвард Чорний Принц повернувся в Англію з Франції, де французькі війська сильно потіснили англійців.
- Португальський король Фернанду I та кастильський король Енріке II уклали між собою мир.
- Королева Неаполя Джованна I та король Угорщили Людовик I Великий примирилися в присутності папи римського Григорія XI.
- 26 вересня в долині річки Мариця біля Черномена (сучасна Болгарія) турецька армія розбила об'єднане військо сербів, хорватів, мадярів і болгар, яке очолював сербський король Вукашин. Сам король загинув у бою, а турки в результаті перемоги оволоділи майже всією Македонією, більшою частиною Болгарії і Сербії.
- Лазар Хребелянович став правителем Сербії після смерті Стефана Уроша V, хоча й відмовився від титулу царя.
- Візантійський імператор Іоанн V Палеолог, шукаючи захисту від наступу турків, присягнув на вірність Священній Римській імперії.